# 2College
2College is een middelbare scholengroep in de Nederlandse gemeenten Tilburg en Oisterwijk en valt onder het bestuur van de vereniging Ons Middelbaar Onderwijs (OMO). De gemeenschap richt zich op de studierichtingen vmbo, havo, vwo, tweetalig vwo en het Technasium.

## Scholen

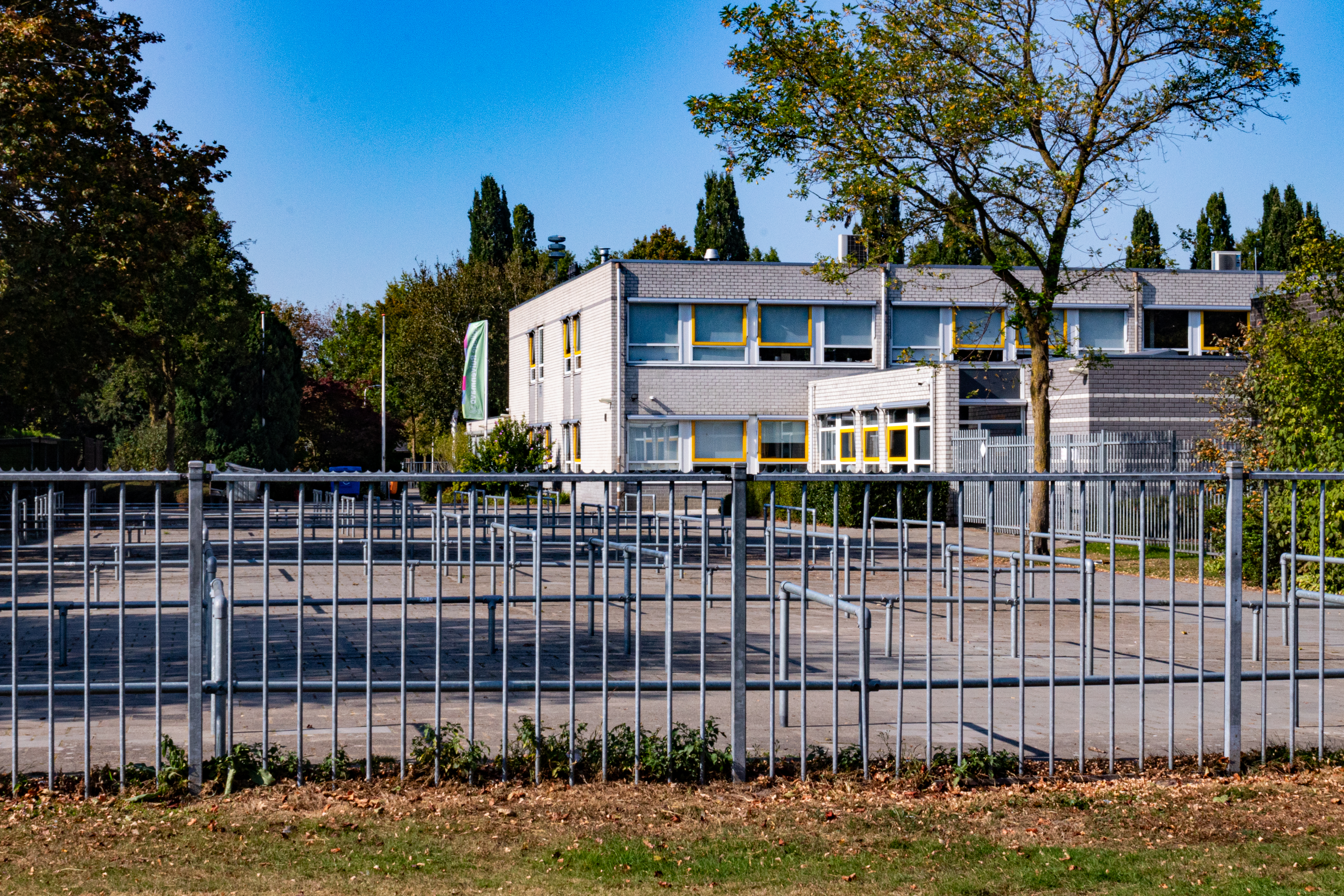
2college Ruivenmavo

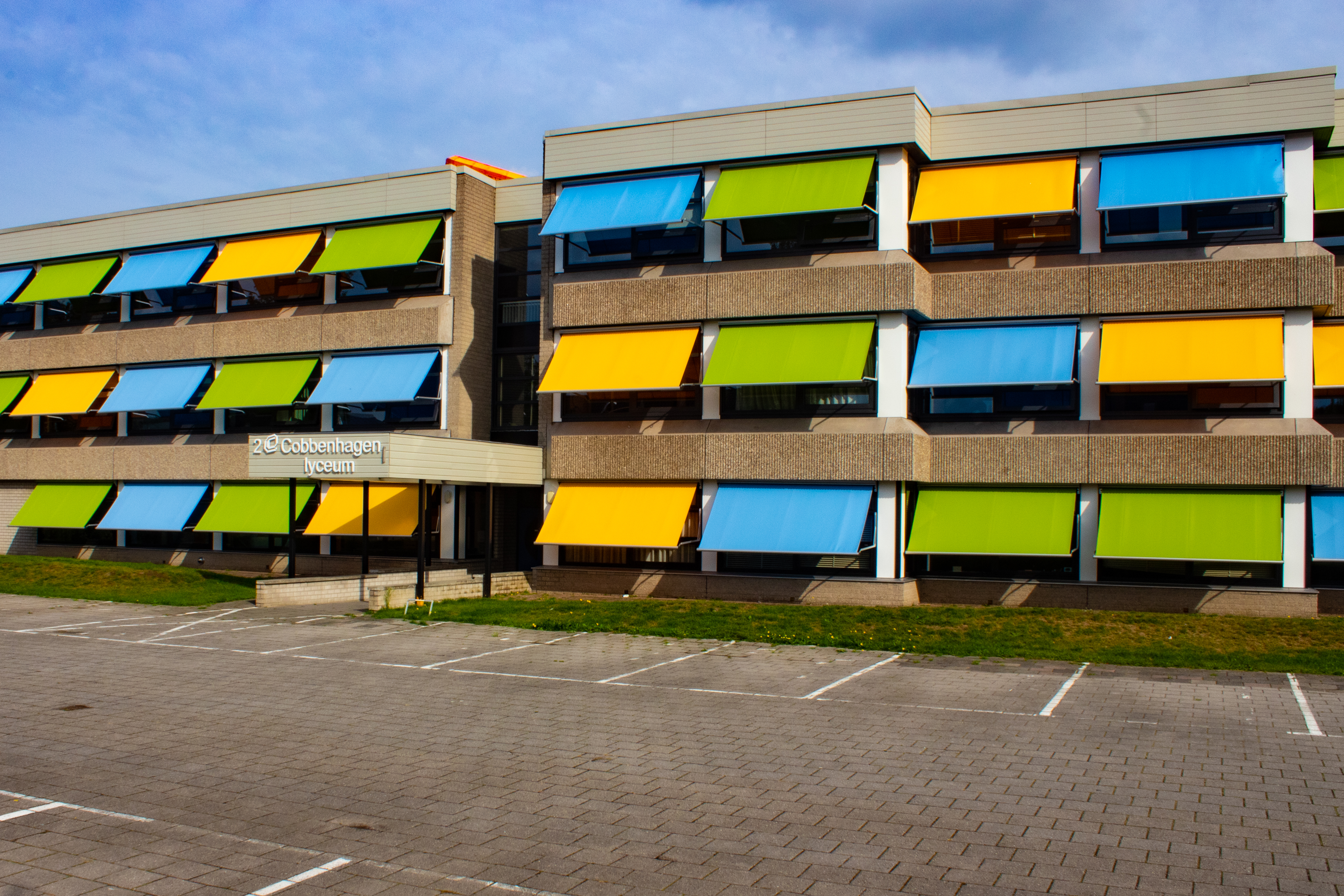
Het Cobbenhagenlyceum in Tilburg Noord

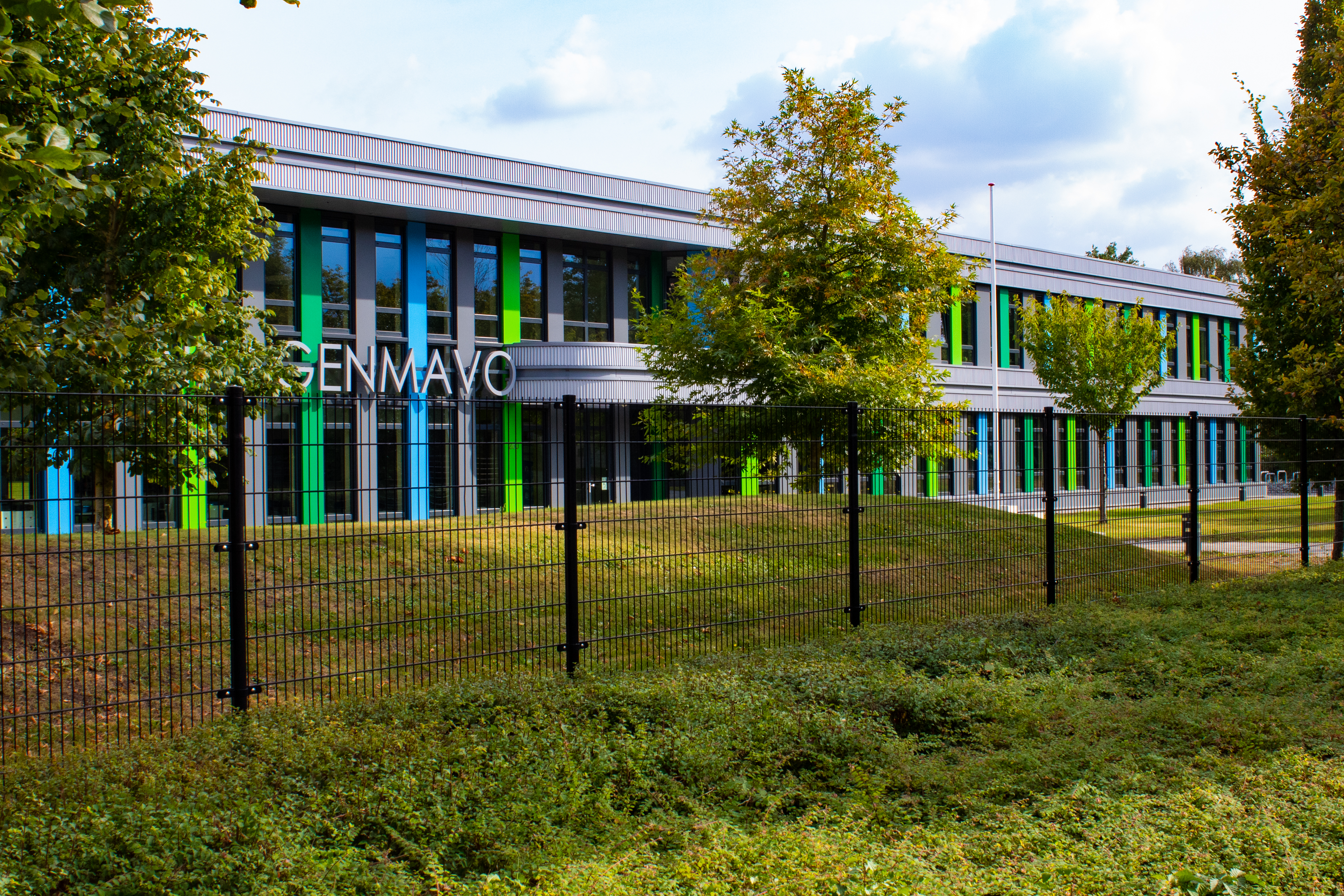
De Cobbenhagenmavo

De scholen die hieronder vallen zijn:
- 2College Durendael (Oisterwijk) (vmbo/havo/vwo)(havo/vwo tto)
- 2College Cobbenhagenlyceum (Tilburg) (havo/vwo/tto/Technasium)
- 2College Cobbenhagenmavo (Tilburg) (vmbo-t)
- 2College Jozefmavo (Tilburg) (vmbo-t)
- 2College Ruivenmavo (Berkel-Enschot) (vmbo-t)